# Myrioi
Els Myrioi (grec antic: Μυρίοι, 'els deu mil') era el nom que es va donar a l'assemblea popular dels arcadis establerta després de la batalla de Leuctra lliurada l'any 371 aC, quan es va enderrocar el poder d'Esparta per Epaminondes i Tebes va aconseguir la llibertat.
Aquesta assemblea s'acostumava a reunir a Megalòpolis, on anaven totes les ciutats per tractar els assumptes comuns. El nom de «deu mil» indica només una gran quantitat de gent, un nombre indefinit. Segurament hi assistien totes les ciutats del país que formaven part de la Lliga Arcàdia, és a dir, no hi assistien ni Orcomen ni Herea. Tenien a la seva disposició un cos de tropes elegides format per cinc mil homes anomenats eparits.
L'assemblea rebia els ambaixadors estrangers, acordava tractats de pau i declaracions de guerra, i celebrava judicis estatals contra delinqüents públics. Pausànies va veure les restes de la casa on es reunien.